# Polychaeta nigra
Polychaeta nigra là một loài ruồi trong họ Tachinidae.